# Chrysosoma mirandum
Chrysosoma mirandum är en tvåvingeart som beskrevs av Becker 1922. Chrysosoma mirandum ingår i släktet Chrysosoma och familjen styltflugor. Inga underarter finns listade i Catalogue of Life.